# Saltos ornamentais nos Jogos Pan-Americanos de 2023 - Plataforma de 10 m sincronizado feminino
A competição da plataforma de 10 m sincronizado feminino dos saltos ornamentais nos Jogos Pan-Americanos de 2023 foi disputada em 23 de outubro de 2023 no Centro Aquático, localizado no cluster do Estádio Nacional. Um total de 10 saltadoras de 5 Comitês Olímpicos Nacionais (CON) participaram do evento.

## Calendário
Horário local (UTC−3).
| Data          | Hora  | Fase  |
| ------------- | ----- | ----- |
| 23 de outubro | 19:00 | Final |

## Medalhistas
| Ouro   | MEX Gabriela Agúndez e Alejandra Orozco   |
| Prata  | CAN Caeli McKay e Kate Miller             |
| Bronze | BRA Ingrid de Oliveira e Giovanna Pedroso |

## Resultados
O evento foi realizado em um única fase, com as cinco duplas, já valendo as medalhas.
| Pos.              | Saltador                            | CON                | Pontos |
| ----------------- | ----------------------------------- | ------------------ | ------ |
| Medalha de ouro   | Gabriela Agúndez Alejandra Orozco   | MEX México         | 315.42 |
| Medalha de prata  | Caeli McKay Kate Miller             | CAN Canadá         | 310.29 |
| Medalha de bronze | Ingrid de Oliveira Giovanna Pedroso | BRA Brasil         | 273.60 |
| 4                 | Arlenys García Anisley García       | CUB Cuba           | 260.82 |
| —                 | Jordan Skilken Nike Agunbiade       | USA Estados Unidos | DNS    |